# Bocșa, Fălești
Bocșa este un sat situat în vestul Republicii Moldova, în Raionul Fălești. Aparține administrativ de comuna Risipeni. La recensământul din 2004 avea o populație de 990 locuitori.

## Personalități
Ion Jarcutchi-  istoric, Doctor in istorie, fost secretar științific al Prezidiului Academiei de Științe din Moldova.